# José Luis Sánchez Barrios
José Luis Sánchez Barrios, conocido futbolísticamente como Sánchez Barrios (Madrid, 28 de abril de 1949) fue un futbolista español que jugó de extremo izquierdo en los años sesenta y setenta. Es conocido por haber jugado en el Real Madrid Club de Fútbol entre 1975 y 1977, con el que ganó una liga.

## Carrera deportiva
Nacido en 1949, su primer equipo como sénior fue la Sociedad Recreativa Villaverde Boetticher Club de Fútbol. Tras dejar el club madrileño fichó por el Ontinyent Club de Fútbol de la Segunda División. Con el Ontinyent jugó 22 partidos y marcó dos goles. A pesar de su regularidad fichó en 1970 por el Club Deportivo Colonia Moscardó que jugaba también en Segunda División. Con el Moscardó jugó 31 partidos y marcó dos goles, en una temporada en la que descendieron a Tercera División.
Tras pasar una temporada más en el Moscardó, en 1972 fichó por la Unión Deportiva Salamanca que también se encontraba en Tercera. Con el club salmantino logró el ascenso a Segunda División. En Segunda se convirtió en una pieza clave en el Salamanca, logrando el segundo ascenso consecutivo, esta vez a Primera División. En la temporada del ascenso jugó 38 partidos y marcó 4 goles.
Tras una temporada en Primera División con el Salamanca, con el que jugó 34 partidos y marcó 4 goles fue convocado con la selección de fútbol de España olímpica, llamando la atención del Real Madrid Club de Fútbol que lo fichó en 1975.
Con el Real Madrid debutó el 6 de septiembre de 1975, en la primera jornada de liga, contra el Real Racing Club de Santander, y marcó su primer gol con el Madrid en la última jornada de la temporada, dándole la victoria a su equipo frente al Atlético de Madrid por 1-0, y asegurando la liga para el equipo madrileño, que si hubiese perdido podría haber visto como el Fútbol Club Barcelona se la hubiese quitado.
En su segunda temporada fue, de nuevo, un jugador poco determinante en el Madrid, por lo que en 1977 fichó por el Sevilla Fútbol Club con el que disputó 33 partidos y marcó 4 goles en su primera temporada. En su segunda temporada en el Sevilla, la que fue de su retirada, jugó 20 partidos y marcó 1 gol.

## Clubes
- Sociedad Recreativa Villaverde Boetticher Club de Fútbol (1968-1969)
- Ontinyent Club de Fútbol (1969-1970)
- Club Deportivo Colonia Moscardó (1970-1972)
- Unión Deportiva Salamanca (1972-1975)
- Real Madrid Club de Fútbol (1975-1977)
- Sevilla Fútbol Club (1977-1979)